# Намбед
Намбед (Немопат) — царь Персиды в середине I века.

Намбед был царём Персиды в середине I века. Его отцом иранский учёный Х. Резахани предположительно, а авторы Ираники утвердительно называют Артаксеркса II. Непосредственным предшественником Намбеда на троне исследователи считают Пакора II. Таким образом, при Намбеде произошёл переход власти от потомков Вахшира к линии его старшего брата Артаксеркса II.
По замечанию Х. Резахани, возможно, самым примечательным нумизматическим нововведением Намбеда явилось появление на реверсе его монет звезды и полумесяца.
Преемником Намбеда стал его сын Напад.